# Sovia poľana

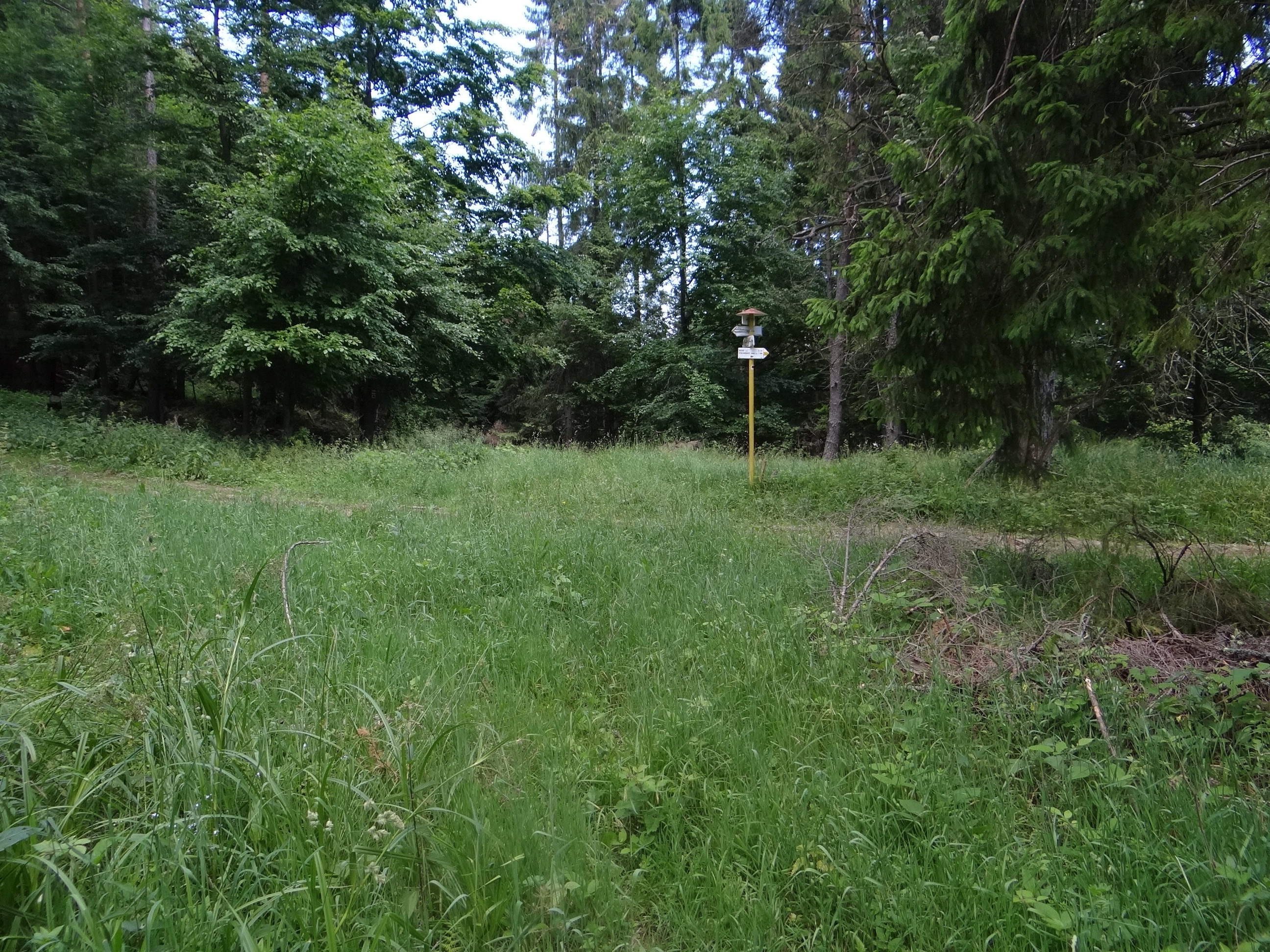

Sovia poľana (891 m) – przełęcz, polana i rozdroże szlaków turystycznych na Słowacji w paśmie Magury Spiskiej. Znajduje się pomiędzy szczytem Veľká Kýčera (966 m) i bezimiennym, mało wybitnym wierzchołkiem na południowo-wschodnim grzbiecie szczytu Zbojnícki stôl (1020 m). Obecnie polaną jest już tylko z nazwy, praktycznie niemal w całości zarosła bowiem  lasem. Nie przypomina także przełęczy, znajduje się bowiem na rozległym, płaskim terenie, a wznoszący się nad nią bezimienny wierzchołek jest mało wybitny i ma bardzo łagodne stoki. Obecnie jest głównie rozdrożem szlaków turystycznych.
Z północno-wschodnich stoków przełęczy spływa Čertov potok będący dopływem Zálažnego potoku. Doliną tych potoków prowadzi niebieski szlak turystyczny.

## Szlaki turystyczne
Przełęcz Toporzecka – Kamieniarka – Riňava – Pod Zbojníckym stôlom – Sovia poľana – Drużbaki Wyżne
  Sovia poľana – Čierťaž – Drużbaki Wyżne